# Аль-Минхадж фи шарх Сахих Муслим
Аль-Минха́дж фи шарх Сахи́х Му́слим ибн аль-Хаджжа́дж (араб. المنهاج في شرح صحيح مسلم بن الحجاج‎) — комментарий (шарх) Мухйиддина ан-Навави к сборнику хадисов Муслима ибн аль-Хаджжаджа.

## Автор
Ан-Навави родился в 1233 году в деревне Нава (совр. Сирия). Его отец с самого раннего детства воспитывал в нём любовь к знанию, а в 1251 году отвёз в Дамаск, где он сначала учился религиозным наукам. С 655 г.х. преподавал в медресе Ашрафия. Имам ан-Навави дважды совершил хадж. В конце своей жизни он посетил Иерусалим и Хеврон. Он заболел и умер в 1277 году в возрасте 45 лет в своей родной деревне, где похоронен.

## Сахих Муслим
Сахих Муслима (араб. صحيح مسلم) — один из шести основных суннитских сборников хадисов (Кутуб ас-ситта). Сахих Муслима считается вторым по достоверности сборником хадисов пророка Мухаммеда после Сахиха аль-Бухари.

## Описание книги
Автор в своём вступлении в книгу пишет, что молил Аллаха о том, чтобы этот комментарий к сборнику Муслима ибн аль-Хаджжаджа не был ни слишком кратким, ни слишком многословным, чтобы облегчить дальнейшее распространение своего труда. По словам ан-Навави, подробный комментарий к Сахиху Муслима не вместился бы и в сотню томов. В аль-Минхадже ан-Навави подробно разъясняет хадисы пророка Мухаммеда: упоминает пользы извлекаемые из текста преданий, разъясняет малопонятные и редкоиспользуемые слова арабского языка, уточняет имена передатчиков хадисов и выявляет их достоверность и так далее.
При комментировании ан-Навави опирался на текст Сахиха Муслима от своего учителя Абу Исхака Ибрахима ибн Абу Хафса аль-Васити в соборной мечети Дамаска. Абу Исхак в свою очередь перенял сборник Муслима от своих учителей и так далее до самого Муслима ибн аль-Хаджжаджа.